# آرشي دارسي
آرشي دارسي (بالإنجليزية: Archie D'Arcy)‏ هو لاعب اتحاد الرغبي نيوزلندي، ولد في 18 سبتمبر 1870 في ماسترتون ‏ في نيوزيلندا، وتوفي في 22 مايو 1919.